# 天主教奧茨胡恩教區
天主教奧茨胡恩教區（拉丁語：Dioecesis Oudtshoornensis）是南非一個羅馬天主教教區，屬開普敦總教區。

## 歷史
教區的前身是中好望角宗座監牧區，1874年8月3日成立，1939年6月13日易名，1948年12月9日升為宗座代牧區，1951年1月11日升為教區。

## 現況
教區管轄東開普省西南部、西開普省東南部和北開普省南部，2004年時有26,344名教友（佔轄區總人口2.6%）、十七個堂區和十九名司鐸。現任教區主教為諾埃爾·安德肋·魯卡素，榮休主教為愛德華·羅勃·亞當斯和方濟各·福多那督·德戈韋亞。